# Carl Stiehl

Carl Stiehl

Carl Johann Christian Stiehl, auch Karl ... (* 12. Juli 1826 in Lübeck; † 1. Dezember 1911 ebenda), war ein deutscher Musikpädagoge, Musikwissenschaftler, Dirigent und Musikbibliothekar.

## Leben und Wirken
Carl Stiehl war ein Sohn von Johann Jochim Diedrich Stiehl (1800–1872), der bei Matthias Andreas Bauck das Orgelspiel erlernt und 1835 dessen Nachfolger als Organist und Werkmeister  der Jakobikirche wurde. Heinrich Stiehl war sein Bruder. Carl Stiehl studierte in Weimar bei Johann Christian Lobe und folgte ihm nach Leipzig an das dortige Konservatorium, die heutige Hochschule für Musik und Theater „Felix Mendelssohn Bartholdy“ Leipzig.
Er war zunächst von 1848 bis 1858 in Jever als Lehrer für Orgel und Gesang sowie als Organist an der Stadtkirche tätig. In dieser Zeit dirigierte er auch die beiden im Großherzogtum Oldenburg sehr angesehenen Singvereine in Jever und im benachbarten Varel.  1858 wurde er Organist an der St.-Michaelis-Kirche in Eutin und ab 1860 zugleich Hofkapellmeister am Eutiner Schloss. 1877 kehrte er nach Lübeck zurück. Hier gab er Gesangunterricht, leitete von 1878 bis 1901 als Musikdirektor die Singakademie und dirigierte die Konzerte des Musikvereins und in ihrer Nachfolge 1886 bis 1896 die Philharmonischen Konzerte. Im Nebenamt leitete er ab 1883 die Musikabteilung der Stadtbibliothek. 1891 verlieh ihm der Großherzog von Oldenburg für seine Musikgeschichte des Fürstentums Lübeck den Titel Professor.
Stiehls besondere Bedeutung liegt auf musikhistorischem Gebiet. Er erforschte und beschrieb die Musik- und Theatergeschichte Lübecks und entdeckte 1888 bei einer Studienreise nach Schweden die Bedeutung der Dübensammlung für die Überlieferung der Werke Dietrich Buxtehudes.

## Werke
- Die Organisten an der St. Marienkirche und die Abendmusiken zu Lübeck. Leipzig: Breitkopf & Härtel 1886.
- Lübeckisches Tonkünstlerlexikon. Leipzig: Hesse 1887 (Digitalisat).
- Musikgeschichte der Stadt Lübeck : nebst einem Anhang: Geschichte der Musik im Fürstenthum Lübeck. Lübeck: Lübcke & Hartmann 1891.
- Katalog der Musik-Sammlung auf der Stadtbibliothek zu Lübeck. In: Julius Schubring: Einladung zu den auf den 23. und 24. März 1893 angeordneten öffentlichen Prüfungen und Redeübungen der Schüler des Katharineums zu Lübeck. Borchers, Lübeck 1893, S. [1]–[60] (Digitalisat).
- Geschichte des Theaters in Lübeck. Lübeck: Borchers 1902 (Digitalisat).
- (Hrsg.) Dietrich Buxtehudes Instrumentalwerke [Teils.] Sonaten für Violine, Gambe und Cembalo. Leipzig: Breitkopf & Härtel 1903 (Denkmäler deutscher Tonkunst. Folge 1; 11).